# Unione Democratica dell'Artsakh
L'Unione Democratica dell'Artsakh (ZhAM) era un partito politico della repubblica del Nagorno Karabakh.
Fondato da Arkadi Ghukasyan, divenuto primo ministro nel 1998, l'Unione Democratica dell'Artsakh si presentò alle elezioni parlamentari del 2000 guadagnando tredici dei trentatré seggi a disposizione.
Successivamente la denominazione fu cambiata in Partito Democratico dell'Artsakh che alle successive elezioni parlamentari del 2005 ottenne dodici seggi e circa il 37% dei voti.